# Arthur Tchaptchet (football)
Ne doit pas être confondu avec Arthur Tchaptchet (futsal).
Pour les articles homonymes, voir Tchaptchet.
Arthur Tchaptchet, né le 10 mai 2006 à Besançon, est un footballeur français qui joue au poste de défenseur central au Gil Vicente.

## Biographie

### Carrière en club
Né à Besançon en France, Arthur Tchaptchet est passé par plusieurs clubs entre le Jura et la région parisienne,, avant de rejoindre en 2021 le Stade de Reims, où il s'illustre d'abord avec la reserve en National 2, avant de signer son premier contrat professionnel avec le club de Ligue 1 en septembre 2023.
Malgré plusieurs bancs lors de la fin de saison 2023-2024, Tchaptchet ne dispute aucun match avec l'équipe première en Ligue 1. Le 11 septembre 2024, il rejoint l'US Concarneau en prêt pour une saison. Le 20 septembre, Tchaptchet joue son premier match avec l'USC, face à Valenciennes, en entrant en cours de jeu, remplaçant Djessine Seba. Titularisé lors de l'ensemble des matchs de Coupe de France, il est titularisé pour la première fois en championnat en décembre face à Bourg-en-Bresse.

### Carrière en sélection
Arthur Tchaptchet est convoqué avec l'équipe de France des moins de 17 ans en Indonésie pour participer à la Coupe du monde des moins de 17 ans qui a lieu en novembre 2023,,. La France y atteint la finale pour seulement la deuxième fois de son histoire, après avoir éliminé le Mali en demi-finale (2-1),,.

## Statistiques et palmarès

### Statistiques
| Saison                | Club                  | Championnat           | Championnat | Championnat | Championnat | Coupe(s) nationale(s) | Coupe(s) nationale(s) | Coupe(s) nationale(s) | Total | Total | Total |
| Saison                | Club                  | Division              | M.          | B.          | P.d.        | M.                    | B.                    | P.d.                  | M.    | B.    | P.d.  |
| 2022-2023             | Stade de Reims rés.   | National 2            | 7           | 0           | 0           | -                     | -                     | -                     | 7     | 0     | 0     |
| 2023-2024             | Stade de Reims rés.   | National 3            | 9           | 0           | 0           | -                     | -                     | -                     | 9     | 0     | 0     |
| 2024-2025             | Stade de Reims rés.   | National 3            | 2           | 0           | 0           | -                     | -                     | -                     | 2     | 0     | 0     |
| Sous-total            | Sous-total            | Sous-total            | 18          | 0           | 0           | 0                     | 0                     | 0                     | 18    | 0     | 0     |
| 2023-2024             | Stade de Reims        | Ligue 1               | 0           | 0           | 0           | 0                     | 0                     | 0                     | 0     | 0     | 0     |
| 2024-2025             | US Concarneau (prêt)  | National              | 6           | 0           | 0           | 4                     | 0                     | 0                     | 10    | 0     | 0     |
| 2025-2026             | Gil Vicente           | Liga Portugal Betclic | 0           | 0           | 0           | 0                     | 0                     | 0                     | 0     | 0     | 0     |
| Total sur la carrière | Total sur la carrière | Total sur la carrière | 24          | 0           | 0           | 4                     | 0                     | 0                     | 28    | 0     | 0     |

### Palmarès
France -17 ans
- Coupe du monde
  - Finaliste en 2023